# Xã New Gottland, Quận McPherson, Kansas
Xã New Gottland (tiếng Anh: New Gottland Township) là một xã thuộc quận McPherson, tiểu bang Kansas, Hoa Kỳ. Năm 2010, dân số của xã này là 384 người.